# Colochirus quadrangularis
Colochirus quadrangularis is een zeekomkommer uit de familie Cucumariidae.
De wetenschappelijke naam van de soort werd in 1846 gepubliceerd door Franz Hermann Troschel.